# Eduard Nikoláiev
Eduard Valentínovich Nikoláiev (Naberezhnye Chelny, Rusia, 21 de agosto de 1984) es un piloto de Rally Ruso, especializado en rally raid, vencedor del Rally Dakar en categoría camiones en 2013, 2017, 2018 y 2019.

## Trayectoria
Nikoláiev inició su carrera en el Dakar en 2006 como mecánico de Sergey Reshetnikov en Kamaz, terminando en la 18° posición de la clasificación general, al año siguiente integra la tripulación liderada por Ilgizar Mardeev, finalizando en un segundo lugar, a tres horas de diferencia del ganador el piloto holandés Hans Stacey en un camión Iveco.
Para las dos ediciones siguientes integró la tripulación del múltiple campeón Vladimir Chagin, terminando segundo en la general en 2009 por un margen de menos de cuatro minutos detrás de Firdaus Kabirov otro conductor de Kamaz. En 2010 siempre con Chagin se alza con la victoria en la general, alcanzando 9 victorias de etapa, cifra récord en el Dakar.
Con el alejamiento de la actividad de Vladímir Chaguin y de Firdaus Kabirov, se le abrieron las puertas a Nikoláiev para hacerse de un volante titular en el equipo Kamaz. En 2011 logra un auspicioso tercer lugar en la general, para finalmente alzarse con la victoria en la edición 2013, por un margen de 37 minutos sobre sus compañeros de equipo Ayrat Mardeev y Andréi Karguínov. Después de un tercer lugar en la edición 2014 y ser segundo en 2015, vuelve a ganar el Rally Dakar en la edición de 2017, 2018 y 2019.
En otras pruebas fuera del Dakar destaca su triunfo en el Rally Ruta de la Seda (Silk Way Rally) en la edición de 2010.

## Resultados

### Rally Dakar
| Año                           | Categoría                   | Modelo                      | Posición                    | Victorias de etapa          |                             |
| Participaciones como piloto   | Participaciones como piloto | Participaciones como piloto | Participaciones como piloto | Participaciones como piloto | Participaciones como piloto |
| ----------------------------- | --------------------------- | --------------------------- | --------------------------- | --------------------------- | --------------------------- |
| 2011                          | Camiones                    | Kamaz                       | 3.º                         | -                           |                             |
| 2012                          | Camiones                    | Kamaz                       | Ret.                        | -                           |                             |
| 2013                          | Camiones                    | Kamaz                       | 1.º                         | -                           |                             |
| 2014                          | Camiones                    | Kamaz                       | 3.º                         | 1                           |                             |
| 2015                          | Camiones                    | Kamaz                       | 2.º                         | 6                           |                             |
| 2016                          | Camiones                    | Kamaz                       | 7.º                         | 2                           |                             |
| 2017                          | Camiones                    | Kamaz                       | 1.º                         | 4                           |                             |
| 2018                          | Camiones                    | Kamaz                       | 1.º                         | 3                           |                             |
| 2019                          | Camiones                    | Kamaz                       | 1.º                         | 4                           |                             |
| 2020                          | Camiones                    | Kamaz                       | Ret.                        | -                           |                             |
| 2022                          | Camiones                    | Kamaz                       | 2.º                         | 3                           |                             |
| Participaciones como copiloto |                             |                             |                             |                             |                             |
| 2006                          | Camiones                    | Kamaz                       | 18.º                        | -                           |                             |
| 2007                          | Camiones                    | Kamaz                       | 2.º                         | -                           |                             |
| 2009                          | Camiones                    | Kamaz                       | 2.º                         | 4                           |                             |
| 2010                          | Camiones                    | Kamaz                       | 1.º                         | 9                           |                             |
| Fuente:                       |                             |                             |                             |                             |                             |